# Ercan Çapar
Ercan Çapar (* 1. Januar 1990 in Mazıdağı) ist ein türkischer Fußballspieler, der für Diyarbakır Büyükşehir Belediyespor spielt.

## Karriere

### Verein
Çapar begann mit dem Vereinsfußball mit elf Jahren in der Jugend von Bağlar Belediyespor und wechselte 2003 von hier in die Jugend von Diyarbakırspor. 2007 erhielt er von seinem Verein einen Profi-Vertrag, spielte aber weiterhin ein halbes Jahr lang ausschließlich für die zweite Mannschaft. Ab dem Frühjahr bis zum Frühjahr 2008 wurde er ständig an Vereine der unteren türkischen Ligen verliehen.
Im Januar 2010 wechselte er zum Viertligisten Diyarbakır Büyükşehir Belediyespor.
Nach eineinhalb Spielzeiten bei Diyarbakır BB wechselte er zur Saison 2011/12 zum Zweitligisten Gaziantep Büyükşehir Belediyespor.
Im Sommer 2014 kehrte er zu Diyarbakır BB zurück.

### Nationalmannschaft
Çapar spielte zweimal für die türkische U-18-Nationalmannschaft und erzielte dabei ein Tor.